# Campeonato Mundial de Esqui Estilo Livre de 2011 - Slopestyle feminino
A prova do slopestyle feminino do Campeonato Mundial de Esqui Estilo Livre de 2011 foi disputada no dia 3 de fevereiro em Wasatch Range nos Estados Unidos. Participaram 20 atletas de 9 países.

## Medalhistas
| Ouro             | Prata             | Bronze            |
| Anna Segal (AUS) | Kaya Turski (CAN) | Keri Herman (USA) |

## Resultados

### Qualificação
20 atletas participaram do processo qualificatório. As 10 melhores avançaram para a final.
| Pos. | Bib | Atleta                    | Nacionalidade  | Corrida 1 | Corrida 2 | Melhor | Notas |
| ---- | --- | ------------------------- | -------------- | --------- | --------- | ------ | ----- |
| 1    | 1   | Devin Logan               | Estados Unidos | 42.30     | 40.30     | 42.30  | Q     |
| 2    | 2   | Kim Lamarre               | Canadá         | 38.90     | 41.50     | 41.50  | Q     |
| 3    | 12  | Kaya Turski               | Canadá         | 39.60     | 41.30     | 41.30  | Q     |
| 4    | 5   | Keri Herman               | Estados Unidos | 40.10     | 39.70     | 40.10  | Q     |
| 5    | 8   | Grete Eliassen            | Noruega        | 37.70     | 39.90     | 39.90  | Q     |
| 6    | 6   | Ashley Battersby          | Estados Unidos | 38.10     | 18.30     | 38.10  | Q     |
| 7    | 24  | Jessica Warll             | Canadá         | 33.90     | 35.50     | 35.50  | Q     |
| 8    | 7   | Anna Segal                | Austrália      | 35.10     | 35.40     | 35.40  | Q     |
| 9    | 4   | Megan Olenick             | Estados Unidos | 31.50     | 17.80     | 31.50  | Q     |
| 10   | 16  | Tir Sjaastad Christiansen | Noruega        | 27.80     | 30.10     | 30.10  | Q     |
| 11   | 20  | Katie Summerhayes         | Reino Unido    | 27.10     | 28.80     | 28.80  |       |
| 12   | 9   | Maria Bagge               | Suécia         | 26.90     | 28.50     | 28.50  |       |
| 13   | 19  | Emma Dahsltrom            | Suécia         | 27.90     | 16.20     | 27.90  |       |
| 14   | 21  | Natalia Slepecka          | Eslováquia     | 12.00     | 27.00     | 27.00  |       |
| 15   | 23  | Caja Schoepf              | Alemanha       | 24.40     | 11.90     | 24.40  |       |
| 16   | 11  | Lena Stoffel              | Alemanha       | 13.40     | 24.20     | 24.20  |       |
| 17   | 25  | Mikayla Austin            | Nova Zelândia  | 21.50     | 19.90     | 21.50  |       |
| 18   | 13  | Nina Rusten Andersen      | Noruega        | 21.50     | 11.60     | 21.50  |       |
| 19   | 18  | Rose Battersby            | Nova Zelândia  | 7.90      | 9.50      | 9.50   |       |
| 20   | 17  | Maude Raymond             | Canadá         |           |           | DNS    |       |

### Final
As 10 atletas disputaram no dia 3 de fevereiro a final da prova.
| Pos.              | Bib | Atleta                    | Nacionalidade  | Corrida 1 | Corrida 2 | Melhor | Notas |
| ----------------- | --- | ------------------------- | -------------- | --------- | --------- | ------ | ----- |
| Medalha de ouro   | 7   | Anna Segal                | Austrália      | 43.40     | 42.90     | 43.40  |       |
| Medalha de prata  | 12  | Kaya Turski               | Canadá         | 41.70     | 18.60     | 41.70  |       |
| Medalha de bronze | 5   | Keri Herman               | Estados Unidos | 40.10     | 41.00     | 41.00  |       |
| 4                 | 2   | Kim Lamarre               | Canadá         | 38.00     | 39.10     | 39.10  |       |
| 5                 | 1   | Devin Logan               | Estados Unidos | 32.40     | 36.80     | 36.80  |       |
| 6                 | 6   | Ashley Battersby          | Estados Unidos | 34.90     | 35.90     | 35.90  |       |
| 7                 | 8   | Grete Eliassen            | Noruega        | 34.10     | 33.60     | 34.10  |       |
| 8                 | 16  | Tir Sjaastad Christiansen | Noruega        | 8.60      | 32.30     | 32.30  |       |
| 9                 | 4   | Megan Olenick             | Estados Unidos | 30.30     | 31.10     | 31.10  |       |
| 10                | 24  | Jessica Warll             | Canadá         |           |           | DNS    |       |

Legenda
| Recorde mundial       | Recorde mundial (World record)               |                       | Recorde africano                      | Recorde africano (African) |                                           | Q | Classificado por posição (Qualified) |
| Recorde do campeonato | Recorde do campeonato (Championship record)  | Recorde da América    | Recorde da América (Americas)         | q                          | Classificado por melhor tempo (Qualified) |   |                                      |
| Melhor marca do ano   | Melhor marca do ano (World leading)          | Recorde asiático      | Recorde asiático (Asian)              | DNS                        | Não largou (Did not start)                |   |                                      |
| Recorde nacional      | Recorde nacional (National record)           | Recorde europeu       | Recorde europeu (European)            | DNF                        | Não terminou (Did not finish)             |   |                                      |
| Recorde pessoal       | Recorde pessoal do atleta (Personal best)    | Recorde da Oceania    | Recorde da Oceania (Oceania)          | DSQ / DQ                   | Desclassificado (Disqualified)            |   |                                      |
| Recorde da temporada  | Recorde da temporada do atleta (Season best) | Recorde sul-americano | Recorde sul-americano (South America) | NM                         | Sem marca (No mark)                       |   |                                      |